# Phyllomys
Phyllomys is een geslacht van kleine tot middelgrote stekelratten uit het Mata Atlântica van Brazilië, van Ceará tot Rio Grande do Sul, en westelijk tot de rivieren São Francisco en Paraná die behoren tot de onderfamilie Echimyinae. Het geslacht is meestal bekend onder namen als Nelomys, Loncheres en Echimys; pas in 2002 werd duidelijk dat het een apart geslacht is. De indeling van het geslacht is toen ook ingrijpend gewijzigd; sinds 2002 zijn er bijvoorbeeld drie nieuwe soorten beschreven, waarvan er één, P. pattoni, een zeer grote verspreiding heeft. Die werd door Emmons et al. (2002) beschreven, die ook een aantal andere soorten uit de synoniemie terughaalden, terwijl de andere twee nieuwe soorten, P. lundi en P. mantiqueirensis, door Leite (2003) werden beschreven.

## Kenmerken
Het zijn middelgrote tot grote in bomen levende rat, die niet altijd stekels hebben. Ze hebben 3+1=8 mammae. Ze verschillen in een groot aantal kenmerken van hun tanden en schedel van andere stekelratten.

## Soorten
Het geslacht omvat de volgende soorten:
- Phyllomys blainvillii (Jourdan, 1837)
- Phyllomys brasiliensis Lund, 1840
- Phyllomys centralis L. F. Machado, Loss, Paz, E. M. Vieira, Rodrigues, & Marinho-Filho, 2018
- Phyllomys dasythrix Hensel, 1872
- Phyllomys kerri (Moojen, 1950)
- Phyllomys lamarum (O. Thomas, 1916)
- Phyllomys lundi Leite, 2003
- Phyllomys mantiqueirensis Leite, 2003
- Phyllomys medius (O. Thomas, 1909)
- Phyllomys nigrispinus (J. A. Wagner, 1842)
- Phyllomys pattoni L. H. Emmons, Leite, Kock, & L. P. Costa, 2002
- Phyllomys sulinus Leite, Christoff, & Fagundes, 2008
- Phyllomys thomasi (Ihering, 1897)
- Phyllomys unicolor (J. A. Wagner, 1842)

Daarnaast is er nog de fossiele soort Lonchophorus fossilis Lund, 1840, die als een nomen dubium beschouwd wordt, hoewel het mogelijk een synoniem van P. brasiliensis is.